# Panjaringan
Panjaringan is een bestuurslaag in het regentschap Mandailing Natal van de provincie Noord-Sumatra, Indonesië. Panjaringan telt 645 inwoners (volkstelling 2010).